# 萨拉卡蒂
萨拉卡蒂（Salakati），是印度阿萨姆邦Kokrajhar县的一个城镇。总人口6772（2001年）。

## 人口
该地2001年总人口6772人，其中男性3701人，女性3071人；0—6岁人口895人，其中男459人，女436人；识字率66.23%，其中男性为74.39%，女性为56.40%。